# Superliga Série B 2023 (femminile)
La Superliga Série B 2023, 10ª edizione della seconda divisione del campionato brasiliano femminile di pallavolo, si è svolta dal 20 gennaio al 29 marzo 2023: al torneo hanno partecipato 10 squadre di club brasiliane e la vittoria finale per la prima volta al Bradesco.

## Regolamento

### Formula
Le squadre hanno disputato un girone all'italiana, con gare di andata e ritorno, per un totale di nove giornate; al termine della regular season:
- Le prime quattro classificate hanno avuto accesso ai play-off promozione, strutturati in semifinali, al meglio delle tre gare, finale per il terzo posto e finale in gara unica, con incroci basati sul piazzamento in stagione regolare; le due finaliste sono promosse in Superliga Série A.
- Le ultime quattro classificate sono retrocesse in Superliga Série C.

### Criteri di classifica
Se il risultato finale è stato di 3-0 o 3-1 sono stati assegnati 3 punti alla squadra vincente e 0 a quella sconfitta, se il risultato finale è stato di 3-2 sono stati assegnati 2 punti alla squadra vincente e 1 a quella sconfitta.
L'ordine del posizionamento in classifica è stato definito in base a:
- Punti;
- Numero di partite vinte;
- Ratio dei set vinti/persi;
- Ratio dei punti realizzati/subiti.

## Squadre partecipanti
Alla Superliga Série B 2023 partecipano 10 squadre di club brasiliane; tra le squadre aventi diritto di partecipazione:
- Il Country Club e il Paranaense sono retrocesse dalla Superliga Série A;
- L'Adeps, il Mackenzie, la Ser Educacional e il Taubaté sono state promosse dalla Superliga Série C;
- L'Adeps e il Flamengo hanno rinunciato al proprio diritto di partecipazione, dando luogo rispettivamente al ripescaggio della Chapecoense e del Sesi a completamento dell'organico.

| Club            | Città          | Impianto                               | Stagione precedente                                |
| --------------- | -------------- | -------------------------------------- | -------------------------------------------------- |
| AGEE            | São Carlos     | Ginásio de Esportes Milton Olaio Filho | 4ª in Superliga Série B                            |
| Blumenau        | Blumenau       | Ginásio de Esportes Sebastião Cruz     | 3ª in Superliga Série B                            |
| Bradesco        | Osasco         | Centro de Desenvolvimento Esportivo    | 5ª in Superliga Série B                            |
| Chapecoense     | Chapecó        | Ginásio Ivo Silveira                   | 2ª in Superliga Série C (Girone di Irati)          |
| Country Club    | Valinhos       | Parque Municipal Jayme Ferragut        | 11ª in Superliga Série A                           |
| Mackenzie       | Belo Horizonte | Ginásio do Mackenzie Esporte Clube     | 1ª in Superliga Série C (Girone di Rio de Janeiro) |
| Paranaense      | Curitiba       | Ginásio da Praça Oswaldo Cruz          | 12ª in Superliga Série A                           |
| Ser Educacional | Recife         | Ginásio de Esportes Geraldo Magalhães  | 1ª in Superliga Série C (Girone di Brasilia)       |
| Sesi            | San Paolo      | Arena Paulo Skaf                       | 9ª in Superliga Série B                            |
| Taubaté         | Taubaté        | Ginásio do Abaeté                      | 1ª in Superliga Série C (Girone di Sorocaba)       |

## Torneo

### Regular season

#### Risultati
| Prima giornata |                              |     |                                   |
|                |                              |     |                                   |
| 20-01          | Paranaense - Ser Educacional | 3-2 | 17-25, 19-25, 25-22, 25-22, 15-11 |
| 20-01          | AGEE - Mackenzie             | 3-1 | 26-24, 13-25, 25-18, 25-19        |
| 20-01          | Country Club - Chapecoense   | 3-0 | 26-24, 25-21, 25-20               |
| 21-01          | Bradesco - Sesi              | 3-0 | 25-20, 25-19, 25-10               |
| 23-01          | Blumenau - Taubaté           | 3-0 | 25-20, 25-20, 25-20               |

| Seconda giornata |                               |     |                                   |
|                  |                               |     |                                   |
| 26-01            | AGEE - Sesi                   | 3-1 | 25-16, 22-25, 25-11, 25-13        |
| 27-01            | Country Club - Bradesco       | 0-3 | 19-25, 19-25, 14-25               |
| 27-01            | Blumenau - Mackenzie          | 2-3 | 33-31, 25-23, 22-25, 22-25, 13-15 |
| 27-01            | Paranaense - Taubaté          | 0-3 | 22-25, 18-25, 17-25               |
| 28-01            | Chapecoense - Ser Educacional | 2-3 | 25-14, 25-20, 23-25, 23-25, 12-15 |

| Terza giornata |                                |     |                                  |
|                |                                |     |                                  |
| 03-02          | Taubaté - Chapecoense          | 3-0 | 25-23, 25-18, 25-21              |
| 03-02          | Mackenzie - Paranaense         | 3-0 | 25-14, 25-14, 26-24              |
| 03-02          | Sesi - Blumenau                | 0-3 | 13-25, 16-25, 20-25              |
| 03-02          | Ser Educacional - Country Club | 1-3 | 24-26, 24-26, 29-27, 14-25       |
| 04-02          | Bradesco - AGEE                | 3-2 | 25-22, 21-25, 25-19, 24-26, 15-7 |

| Quarta giornata |                           |     |                                   |
|                 |                           |     |                                   |
| 09-02           | Blumenau - Bradesco       | 0-3 | 21-25, 24-26, 23-25               |
| 10-02           | Paranaense - Sesi         | 3-2 | 22-25, 23-25, 25-12, 27-25, 15-13 |
| 10-02           | Country Club - AGEE       | 3-1 | 23-25, 25-19, 25-19, 25-23        |
| 10-02           | Ser Educacional - Taubaté | 0-3 | 22-25, 18-25, 18-25               |
| 11-02           | Chapecoense - Mackenzie   | 2-3 | 25-21, 25-23, 18-25, 22-25, 12-15 |

| Quinta giornata |                             |     |                                   |
|                 |                             |     |                                   |
| 14-02           | Mackenzie - Ser Educacional | 2-3 | 25-20, 25-21, 18-25, 19-25, 11-15 |
| 14-02           | Sesi - Chapecoense          | 0-3 | 15-25, 20-25, 25-23               |
| 14-02           | AGEE - Blumenau             | 1-3 | 22-25, 25-19, 17-25, 20-25        |
| 16-02           | Bradesco - Paranaense       | 3-0 | 28-26, 25-20, 29-27               |
| 17-02           | Taubaté - Country Club      | 3-2 | 22-25, 25-14, 24-26, 25-21, 15-9  |

| Sesta giornata |                         |     |                            |
|                |                         |     |                            |
| 24-02          | Taubaté - Mackenzie     | 3-1 | 25-17, 25-23, 24-26, 25-16 |
| 24-02          | Country Club - Blumenau | 1-3 | 24-26, 21-25, 25-17, 22-25 |
| 24-02          | Ser Educacional - Sesi  | 3-1 | 25-27, 25-16, 25-19, 25-20 |
| 25-02          | Chapecoense - Bradesco  | 0-3 | 14-25, 12-25, 15-25        |
| 27-02          | Paranaense - AGEE       | 3-1 | 25-19, 21-25, 25-20, 25-20 |

| Settima giornata |                            |     |                                  |
|                  |                            |     |                                  |
| 02-03            | Sesi - Taubaté             | 1-3 | 11-25, 25-20, 20-25, 18-25       |
| 03-03            | Mackenzie - Country Club   | 3-0 | 25-20, 25-20, 25-22              |
| 03-03            | Blumenau - Paranaense      | 3-2 | 25-9, 23-25, 23-25, 25-21, 15-11 |
| 03-03            | AGEE - Chapecoense         | 3-1 | 22-25, 25-18, 25-18, 25-20       |
| 03-03            | Bradesco - Ser Educacional | 3-0 | 25-11, 25-20, 30-28              |

| Ottava giornata |                           |     |                                   |
|                 |                           |     |                                   |
| 07-03           | Taubaté - Bradesco        | 2-3 | 25-18, 16-25, 25-15, 18-25, 11-15 |
| 07-03           | Mackenzie - Sesi          | 3-0 | 25-16, 25-22, 25-23               |
| 07-03           | Country Club - Paranaense | 3-0 | 25-22, 25-6, 25-19                |
| 07-03           | Chapecoense - Blumenau    | 0-3 | 16-25, 18-25, 24-26               |
| 07-03           | Ser Educacional - AGEE    | 3-0 | 25-22, 25-18, 25-23               |

| Nona giornata |                            |     |                                   |
|               |                            |     |                                   |
| 11-03         | Bradesco - Mackenzie       | 3-2 | 26-24, 13-25, 25-21, 15-25, 15-12 |
| 11-03         | Sesi - Country Club        | 1-3 | 25-20, 20-25, 21-25, 20-25        |
| 11-03         | Blumenau - Ser Educacional | 3-0 | 25-14, 25-15, 25-18               |
| 11-03         | Paranaense - Chapecoense   | 3-1 | 23-25, 25-24, 25-18, 25-23        |
| 11-03         | AGEE - Taubaté             | 3-1 | 25-20, 20-25, 21-25, 22-25        |

#### Classifica
| Pos. | Squadra         | Pt | G | V | P | SV | SP | Ratio | PF  | PS  | Ratio  |
| ---- | --------------- | -- | - | - | - | -- | -- | ----- | --- | --- | ------ |
| 1.   | Bradesco        | 24 | 9 | 9 | 0 | 27 | 6  | 4,500 | 754 | 643 | 12,059 |
| 2.   | Blumenau        | 22 | 9 | 7 | 2 | 23 | 8  | 2,875 | 782 | 676 | 1,157  |
| 3.   | Taubaté         | 18 | 9 | 6 | 3 | 21 | 13 | 1,615 | 780 | 699 | 1,116  |
| 4.   | Country Club    | 16 | 9 | 5 | 4 | 18 | 15 | 1,200 | 749 | 729 | 1,027  |
| 5.   | AGEE            | 13 | 9 | 4 | 5 | 17 | 19 | 0,895 | 787 | 800 | 0,984  |
| 6.   | Mackenzie       | 12 | 9 | 4 | 5 | 18 | 19 | 0,947 | 827 | 780 | 1,060  |
| 7.   | Ser Educacional | 11 | 9 | 4 | 5 | 15 | 20 | 0,750 | 682 | 711 | 0,959  |
| 8.   | Paranaense      | 10 | 9 | 4 | 5 | 12 | 21 | 0,571 | 727 | 798 | 0,911  |
| 9.   | Chapecoense     | 5  | 9 | 1 | 8 | 9  | 24 | 0,375 | 680 | 765 | 0,889  |
| 10.  | Sesi            | 1  | 9 | 0 | 9 | 6  | 27 | 0,222 | 626 | 687 | 0,911  |

      Qualificata ai play-off promozione.
      Retrocessa in Superliga Série C.

### Play-off promozione

#### Tabellone
|  | Semifinali | Semifinali   | Semifinali | Semifinali | Semifinali |  |  | Finale          | Finale       | Finale |  |
|  |            |              |            |            |            |  |  |                 |              |        |  |
|  | 1          | Bradesco     | 3          | 3          |            |  |  |                 |              |        |  |
|  | 4          | Country Club | 1          | 0          |            |  |  | 1               | Bradesco     | 3      |  |
|  | 2          | Blumenau     | 0          | 3          | 3          |  |  | 2               | Blumenau     | 1      |  |
|  | 3          | Taubaté      | 3          | 0          | 1          |  |  |                 |              |        |  |
|  |            |              |            |            |            |  |  |                 |              |        |  |
|  |            |              |            |            |            |  |  | Finale 3º posto |              |        |  |
|  |            |              |            |            |            |  |  |                 |              |        |  |
|  |            |              |            |            |            |  |  | 3               | Taubaté      | 3      |  |
|  |            |              |            |            |            |  |  | 4               | Country Club | 2      |  |

#### Semifinali
| Gara 1 |                         |     |                             |
|        |                         |     |                             |
| 16-03  | Country Club - Bradesco | 1-3 | 18-25, 27-25, 23-25, 23-25, |
| 16-03  | Taubaté - Blumenau      | 3-0 | 27-25, 25-22, 25-15         |

| Gara 2 |                         |     |                     |
|        |                         |     |                     |
| 21-03  | Bradesco - Country Club | 3-0 | 25-14, 25-22, 25-19 |
| 20-03  | Blumenau - Taubaté      | 3-0 | 25-18, 25-12, 25-22 |

| Gara 3 |                    |     |                            |
|        |                    |     |                            |
| 25-03  | Blumenau - Taubaté | 3-1 | 21-25, 29-27, 25-21, 25-18 |

#### Finale 3º posto
| Gara unica |                        |     |                                   |
|            |                        |     |                                   |
| 29-03      | Taubaté - Country Club | 3-2 | 22-25, 25-19, 25-18, 22-25, 15-13 |

#### Finale
| Gara unica |                     |     |                            |
|            |                     |     |                            |
| 29-03      | Bradesco - Blumenau | 3-1 | 25-15, 24-26, 25-23, 25-10 |

## Classifica finale
| Pos | Squadra         | Qualificazione            |
| --- | --------------- | ------------------------- |
| 1   | Bradesco        | Superliga Série A 2023-24 |
| 2   | Blumenau        | Superliga Série A 2023-24 |
| 3   | Taubaté         |                           |
| 4   | Country Club    |                           |
| 5   | AGEE            |                           |
| 6   | Mackenzie       |                           |
| 7   | Ser Educacional | Superliga Série C 2023    |
| 8   | Paranaense      | Superliga Série C 2023    |
| 9   | Chapecoense     | Superliga Série C 2023    |
| 10  | Sesi            | Superliga Série C 2023    |